# 2,4-戊二胺
2,4-戊二胺（英語：2,4-pentanediamine）是一种二胺类有机物，化学式为C5H14N2。它可由4,5-二氢-3,5-二甲基吡唑在镍催化下加氢反应得到。它和乙酸酐反应，可以得到N,N'-二乙酰基-2,4-戊二胺。它和二(4-氧代-1-哌啶基)乙二酮反应，可以得到二(2,4-二甲基-1,5,9-三氮杂螺[5.5]十一烷-9-基)乙二酮。